# 20. juli
20. juli er dag 201 i året i den gregorianske kalender (dag 202 i skudår). Der er 164 dage tilbage af året.

- Dagens navn er Elias.
- Sankt Folmers helgendag, hvor der tidligere holdtes kildemarked i Toftnæs.[1]

### Begivenheder
Født - Dødsfald
- 1189 - Richard Løvehjerte indsættes som Hertug af normannerne.
- 1492 - Pave Innocens 8. lægger måske krop til verdens første blodtransfusion, men dør kort efter.
- 1639 - Det første af guldhornene fra Gallehus findes af kniplersken Kirsten Svendsdatter.
- 1807 - Nicéphore Niépce opnår patent af Napoleon for sin Pyréolophore, en af verdens frste forbrændingsmotorer, efter at motoren har drevet en båd op ad floden Saône.
- 1810 - Colombia bliver selvstændigt, og dagen er nu nationaldag.
- 1866 - Under den Tredje Italienske Uafhængighedskrig lider den italienske flåde nederlag til Kejserriget Østrigs marine ved Slaget ved Lissa i Adriaterhavet.
- 1903 - The Ford Motor Company leverer sin første bil.
- 1936 - Montreux-konventionen vedtages, hvilket giver Tyrkiet fuld suverænitet over Dardanellerne, Marmarahavet og Bosporus.
- 1940 - Danmark melder sig ud af Folkeforbundet.
- 1944 - Adolf Hitler overlever et attentat i førerhovedkvarteret i Rastenburg i Østpreussen.
- 1960 - Ceylon (i dag Sri Lanka) vælger Sirimavo Bandaranaike til premierminister, der derved bliver verdens første kvindelige regeringschef.
- 1969 - Mandskabet på Apollo 11 foretager den første bemandede månelanding kl 16.17 EST. Godt seks timer senere bliver Neil Armstrong og Buzz Aldrin de første mennesker, der går på Månen.
- 1969 - En våbenhvile mellem El Salvador og Honduras under Fodboldkrigen træder i kraft seks dage efter krigens udbrud.
- 1974 - Få dage efter den græske militærjunta har afsat Cyperns præsident Makarios, invaderer Tyrkiet øen og besætter den nordlige tredjedel, og erklærer grundlæggelsen af Den Tyrkiske Republik Nordcypern.
- 1976 - Det amerikanske rumfartøj Viking 1 lander på Mars som det første nogensinde.[2]
- 1989 - Burmas regering pålægger oppositionslederen Aung San Suu Kyi husarrest.
- 1992 - Václav Havel trækker sig tilbage som præsident for Tjekkoslovakiet.
- 1993 - En meteorit oplyser himlen over Østjylland, inden den styrter i havet ud for Ebeltoft.
- 1995 - Forhenværende justitsminister Erik Ninn-Hansen bliver frataget Dannebrogordenen efter sin rigsretsdom i tamilsagen.
- 1999 - Forbundet Falun Gong forbydes af det kinesiske regime.
- 2015 - USA og Cuba genoptager diplomatiske forbindelser efter et halvt århundrede.
- 2022 - Dansk varmerekord måles for juli måned med 35,9 grader i Abed på Lolland.

### Født
- 1304 - Francesco Petrarca, italiensk digter og humanist (død 1374).
- 1804 - Richard Owen, engelsk biolog (død 1892).
- 1821 - Chr. K.F. Molbech, dansk digter (død 1888).
- 1833 - Christopher Krabbe, dansk jurist og politiker (død 1913).
- 1890 - Julie Vinter Hansen, dansk astronom (død 1960).
- 1919 - Edmund Hillary, new zealandsk bjergbestiger (død 2008).
- 1925 - Jacques Delors, fransk politiker (død 2023).
- 1932 - Ove Verner Hansen, dansk skuespiller og visesanger (død 2016).
- 1932 - Otto Schily, tysk jurist og politiker.
- 1938 - Natalie Wood, amerikansk skuespillerinde (død 1981).
- 1938 - Diana Rigg, engelsk skuespillerinde (død 2020).
- 1947 - Carlos Santana, amekrikansk guitarist.
- 1953 - Søren Espersen, dansk politiker (Dansk Folkeparti).
- 1954 - Nguyễn Xuân Phúc, vietnamesisk præsident.
- 1956 - Piv Bernth, instruktør.
- 1964 - Chris Cornell, amerikansk guitarist/singer-songwriter (død 2017).
- 1972 - Sebastian Klein, dansk tv-vært, skuespiller og forfatter.
- 1972 - Søren Byder, dansk skuespiller.
- 1973 - Kronprins Haakon Magnus af Norge.
- 1983 - Kim Lykkeskov, dansk ishockeyspiller.
- 1988 - Julianne Hough, amerikansk sangerinde og skuespillerinde.

### Dødsfald
- 1859 - Hans Egede Schack, dansk politiker og forfatter (født 1820).
- 1923 - Pancho Villa, mexikansk revolutionsleder (født 1878).
- 1951 - Kong Abdullah ibn Hussein af Jordan myrdes i Jerusalem af arabiske nationalister (født 1882).
- 1973 - Bruce Lee, amerikanskfødt kung-fu stjerne (født 1940).
- 1974 - P.M. Daell, dansk grundlægger (født 1886).
- 1985 - P.V. Glob, dansk arkæolog og rigsantikvar (født 1911).
- 1999 - Hans Erik Knipschildt, dansk statslæge, dr. med. (født 1913).
- 2011 - Lucian Freud, britisk kunstmaler (født 1922).
- 2020 - Lone Dybkjær, dansk politiker (født 1940).
- 2021 - Vita Andersen, dansk forfatterinde (født 1942).